# Mellicta helvetica
Mellicta helvetica är en fjärilsart som beskrevs av Ruhl. Mellicta helvetica ingår i släktet Mellicta och familjen praktfjärilar. Inga underarter finns listade i Catalogue of Life.